# مانوئلا گونزالس (بازیکن فوتبال)
مانوئلا گونزالس (انگلیسی: Manuela González؛ زادهٔ ۲۹ اوت ۱۹۹۵) بازیکن فوتبال اهل کلمبیا است.
وی همچنین در تیم ملی فوتبال تیم ملی فوتبال زنان کلمبیا بازی کرده‌است.